# Viana de Lima
Alfredo Evangelista Viana de Lima foi um arquitecto português de grande relevo no panorama da arquitectura portuguesa do século XX.
Ocupa uma posição de destaque na segunda geração arquitectos modernistas portugueses, tal como Keil do Amaral, Arménio Losa ou Januário Godinho.  A sua actividade projectual e intervenção cívica foram cruciais para a redefinição do pensamento e da prática arquitectónica nacional no período do pós-guerra.

## Biografia / Obra

Moradia Honório de Lima, Porto

Nasceu em Esposende a 18 de Agosto de 1913, filho único de Alfredo Viana de Lima, professor primário, e de Joaquina de Campos Evangelista de Lima. Formou-se em arquitetura na Escola de Belas Artes do Porto (1929-41), onde foi colega de Januário Godinho, Agostinho Ricca e Mário Bonito, terminando o curso com uma tese intitulada Uma Biblioteca-Arquivo para o Ensino Universitário e a classificação de 19 valores. É ainda nessa época que conhece Iria Beaudouin, filha de uma família originária do sul de França, com quem viria a casar-se. 
Estagiou na Direção Geral dos Edifícios e Monumentos Nacionais do Ministério das Obras Públicas sob a orientação do Arquiteto Rogério de Azevedo (1938-1941).
Realizou viagens de estudo a diversos países – Bélgica, Espanha, França, Holanda, Inglaterra, Jugoslávia, Itália, Suécia, Suíça –, centrando a atenção nas áreas da arquitetura e urbanismo.
Em 1947 foi um dos membros fundadores do grupo ODAM (Organização dos Arquitectos Modernos). No ano seguinte participou ativamente no I Congresso Nacional de Arquitectura, onde apresentou uma comunicação intitulada O problema português da habitação, onde fazia a defesa dos princípios da Carta de Atenas, que reclamava para as edificações (urbanas ou rurais) e para os planos de urbanização dos centros populacionais.
Participou nos Congressos Internacionais de Arquitetura Moderna (CIAM) em Hoddesdon, Inglaterra (1951), Aix-en-Provence, França (1953), Dubrovnik, Jugoslávia (1956), Otterlo, Holanda (1959). Participou em muitas outras reuniões internacionais, no âmbito do CIAM e não só (Sigtuna, Suécia, 1952; Paris e La Serraz, 1955; Japão, 1959; etc.). Fez várias missões ao Brasil como consultor da UNESCO (1966-77). 

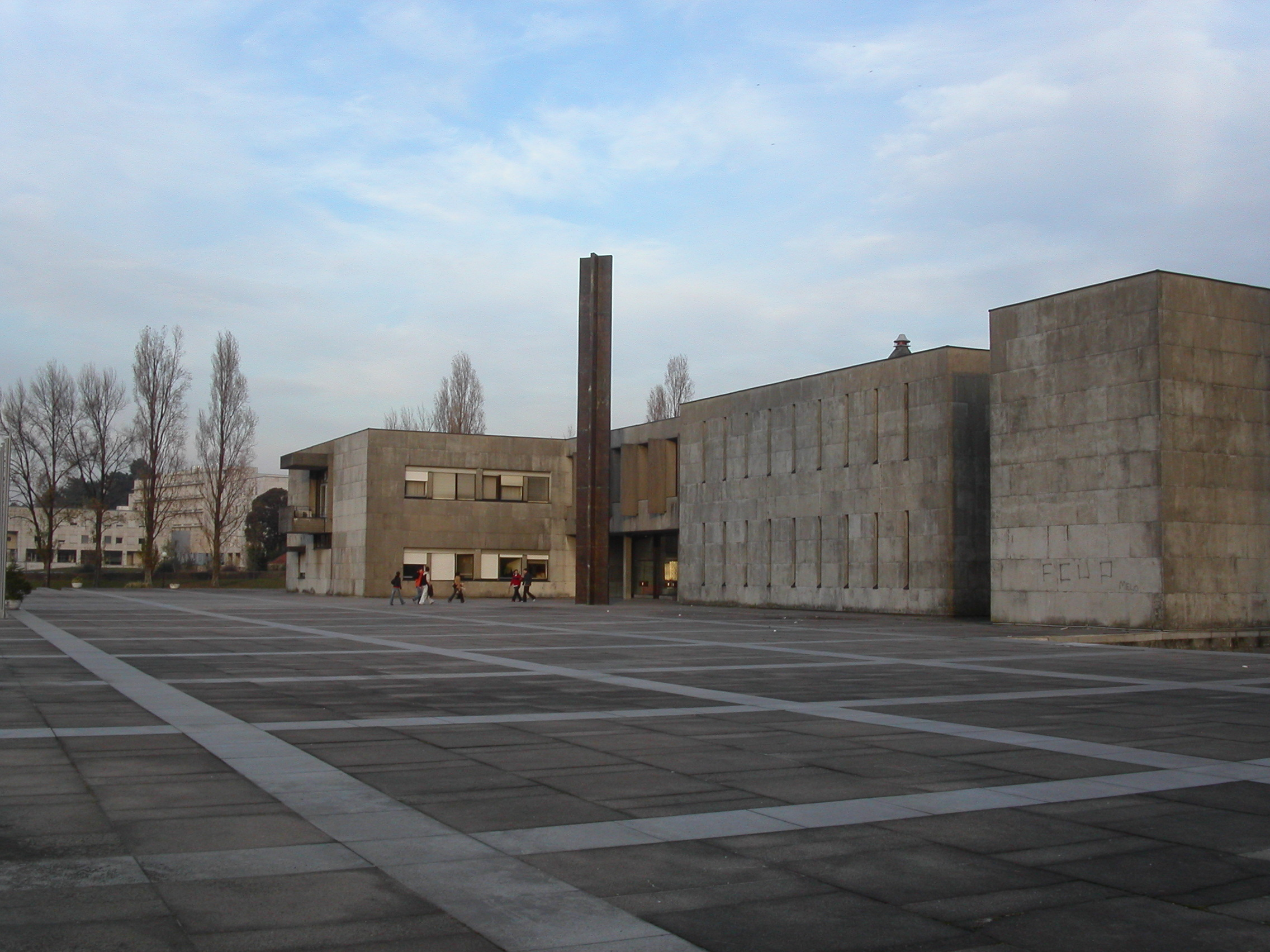
Faculdade de Economia da Universidade do Porto

Uma das suas obras mais marcantes é a habitação unifamiliar Honório de Lima, no Porto, demolida em 1971 ("um atentado patrimonial da maior gravidade" segundo Pedro Vieira de Almeida), onde se sente já uma deliberada aproximação a Le Corbusier. Radicalmente moderno, este projeto pioneiro de 1939 antecipa outros que o Porto iria conhecer nos anos seguintes. Segundo Carlos Duarte, trata-se de um "projeto-chave, pela sua qualidade e valor moral, que iria influenciar não só os arquitetos do Porto, mas os de todo o país".
Também devedor do exemplo da arquitetura brasileira (nomeadamente de Oscar Niemeyer, que conheceu pessoalmente cerca de 1968 e com quem haveria de se associar para a realização de dois projetos), a arquitetura de Viana de Lima concilia habilmente a invocação de raízes culturais e o exercício virtuosístico de uma linguagem tipicamente modernista, le-Corbusiana, numa síntese em que balanceia "uma modernidade sintática a que aderia e que lhe apetecia explorar" e um "inelutável desejo de recuperação do passado e de legitimação histórica". 
Na sua extensa obra nas áreas do planeamento e da arquitetura assinalem-se ainda o plano de urbanização para a cidade de Bragança (início em 1960), o Bloco Habitacional de Costa Cabral, Porto, a Faculdade de Economia da Universidade do Porto, o Hospital Distrital de Bragança ou a sua própria casa em Esposende (Casa das Marinhas). 
A partir da década de 1960 Viana de Lima dedicou-se também ao levantamento e recuperação de edifícios históricos e ao planeamento de zonas urbanas antigas.
Em 1961 foi nomeado Assistente da Escola Superior de Belas Artes do Porto, então dirigida por Carlos Ramos, ascendendo ao cargo de Professor em 1974 (pede a demissão em 1981). Já à beira da reforma, entre Fevereiro e Julho de 1983 lecionou na secção de arquitetura da Escola de Belas-Artes de Lisboa; foi nomeado Conselheiro da Universidade Técnica de Lisboa. Ainda na década de 1970 dirigiu seminários em diversas universidades brasileiras (Baía; São Paulo; Recife).
No ano de 1972, Viana de Lima foi consultor da UNESCO em missão no Brasil. Ficou responsável por elaborar um panorama do centro histórico da cidade de São Luís-MA, que resultou no "Rapport et propositions pour la conservation, recuperation et expansion" de São Luís/Maranhão. Neste Relatório, além de sua preocupação com o contexto histórico, o arquiteto apresentou diretrizes e proposições para a expansão orientada da cidade, indicando elementos de planejamento urbano para a capital maranhense, como o Zoneamento. 
Participou em diversas exposições, nomeadamente na do grupo ODAM, Ateneu Comercial do Porto, 1951 (onde expôs, entre outros projetos, o da moradia Honório de Lima), e na II Exposição de Artes Plásticas da Fundação Calouste Gulbenkian, 1961, onde foi agraciado com o Grande Prémio de Arquitetura. Recebeu outras distinções, brasileiras e portuguesas.  
Faleceu em 1991 e é consensualmente considerado um dos expoentes maiores da arquitetura portuguesa do Século XX.[carece de fontes?]
A 9 de junho de 1993, foi agraciado, a título póstumo, com o grau de Comendador da Ordem Militar de Sant'Iago da Espada.

## Algumas obras e projectos[3][14]
- 1939 – Moradia Honório de Lima, Porto (finalização da obra, 1943).
- 1943 – Bloco habitacional de Sá da Bandeira, Porto (não construído) | Projeto para o Hotel Império, Praça da Batalha.
- 1949 – Moradia Aristides Ribeiro, Porto (finalização da obra, 1951).
- 1950 – Moradia Borges, Porto (finalização da obra, 1958).
- 1952 – Moradia Olívio França, Vila Verde.
- 1953 – Bloco habitacional de Costa Cabral, Porto (finalização da obra, 1955).
- 1954 – Casa das Marinhas, Esposende (finalização da obra, 1957).
- 1957 – Complexo Hospitalar de Bragança.
- 1958 – Remodelação e ampliação do Hotel Suave-Mar, Esposende.
- 1960 – Conjunto de Escolas Primárias e Habitação, Bragança | Plano de Urbanização de Bragança (início).
- 1961 – Faculdade de Economia da Universidade do Porto.
- 1962 – Moradia Francisco José Evangelista, Porto.
- 1963 – Edifício Multiusos, Bragança.
- 1966 – Mercado dos Vinhais.
- 1966 – Bloco habitacional e de serviços, Vila da Feira.
- 1968 – Co-autor, com Oscar Niemeyer, do projeto do Casino-Hotel do Funchal, Madeira.
- 1971 – Palácio de Justiça de Caminha.
- 1973 – Proposta para uma possível remodelação da baixa de Cascais (com Cabeça Padrão, Eduardo Pietro, Norma Maron, Artur Florentino) para a Imobiliária Construtora Grão Pará.
- 1977 – Palácio de Justiça de Vila da Feira.
- 1978 – Casa Napoleão Amorim, Aguda.
- 1981 – Projetos e obras de recuperação e adaptação do Museu do Mosteiro de Santa Maria da Vitória, Batalha.
- 1985 – Reabilitação da Praça da República, Viana do Castelo.
- 1985 – Desenha o jazigo de Viana de Lima, Esposende.

## Colaboradores (1960-1991)
- António Moura
- A. Tavares de Castro
- Veiga de Macedo
- Anselmo Vaz
- António Pinheiro
- Joaquim Manuel Simões Bento Lousan
- Castro Ribeiro
- José Ramos Coutinho
- João Campos
- Jorge de Sousa
- Luís Manuel Pereira Caldas Vilarinho de Carvalho Cerqueira
- Luís Pizarro de Campos Magalhães
- Manuel de Abreu e Lima
- Manuel Teles
- Mário Moura
- Maria Noémia Mourão do Amaral Coutinho
- Nuno Jennings Tasso de Sousa
- Sérgio Fernandez